# Generał Toszewo (wieś)
Generał Toszewo (bułg. Генерал Тошево) – wieś w południowo-wschodniej Bułgarii, w obwodzie Jamboł, w gminie Tundża. Według danych Narodowego Instytutu Statystycznego, 31 grudnia 2011 roku wieś liczyła 350 mieszkańców.

## Współpraca
- Bołgrad, Ukraina
- Mangalia, Rumunia